# Décès en avril 2010
Décès
- 2006
- 2007
- 2008
- 2009
- 2010
- 2011
- 2012
- 2013
- 2014

Pour une information complémentaire, voir la page d'aide.

## Avril 2010
| Date      | Nom                       | Activités | Âge | Source                |
| --------- | ------------------------- | --- | --- | --------------------- |
| 1er avril | John Forsythe             | Acteur américain de cinéma et de télévision ayant joué dans le feuilleton télévisé Dynastie.                  | 92  |                       |
| 1er avril | Bernard Maiseau           | Footballeur, français.                                                                                        | 81  |                       |
| 1er avril | Ed Roberts                | Ingénieur, homme d'affaires et médecin américain, créateur de l'Altair 8800.                                  | 68  |                       |
| 2 avril   | Pascal Etienne            | Entraîneur de l’équipe de France féminine de biathlon entre 1998 et 2006.                                     | ?   |                       |
| 2 avril   | Per Lyngemark             | Coureur cycliste danois.                                                                                      | 68  | (en)                  |
| 2 avril   | Frances Claudia Wright    | Avocate sierra-léonaise                                                                                       | 91  | (en)                  |
| 2 avril   | Mike Zwerin               | Musicien et critique de jazz, membre du groupe de Miles Davis.                                                | 79  |                       |
| 3 avril   | Patrice Bougrain-Dubourg  | Homme politique et homme d'affaires français.                                                                 | 89  |                       |
| 3 avril   | Alain de Chambure         | Ingénieur et musicien français.                                                                               | 77  |                       |
| 3 avril   | Maurizio Mosca            | Journaliste et présentateur de télévision italien                                                             | 69  | (it)                  |
| 3 avril   | Eugène Terre'Blanche      | Militant blanc d'Afrique du Sud, farouche partisan de l'apartheid.                                            | 69  |                       |
| 3 avril   | Georges Verpraet          | Journaliste français, cofondateur de l'Association Emmaüs.                                                    | 88  |                       |
| 3 avril   | Yasunori Watanabe         | Ancien rugbyman japonais.                                                                                     | 35  |                       |
| 4 avril   | Lajos Bálint              | Archevêque roumain                                                                                            | 80  |                       |
| 5 avril   | Jean Gardahaut            | Céiste français                                                                                               | 60  |                       |
| 6 avril   | James Aubrey              | Acteur anglais.                                                                                               | 62  |                       |
| 6 avril   | Neva Morris               | Supercentenaire américaine.                                                                                   | 114 |                       |
| 6 avril   | Corin Redgrave            | Acteur britannique.                                                                                           | 70  |                       |
| 7 avril   | Christopher Cazenove      | Acteur britannique ayant joué dans le feuilleton télévisé Dynastie.                                           | 64  |                       |
| 8 avril   | Guillaume Cecutti         | Footballeur français                                                                                          | 39  |                       |
| 8 avril   | Malcolm McLaren           | Entrepreneur et musicien britannique.                                                                         | 64  |                       |
| 8 avril   | Abel Muzorewa             | Évêque méthodiste zimbabwéen, homme politique et ancien premier ministre de Zimbabwe-Rhodésie.                | 85  |                       |
| 8 avril   | Jean-Paul Proust          | Haut fonctionnaire français, préfet de police de Paris et ministre d'État de la principauté de Monaco.        | 70  |                       |
| 8 avril   | Teddy Scholten            | Chanteuse néerlandaise, gagnante du Concours Eurovision de la chanson en 1959.                                | 83  |                       |
| 8 avril   | Michel Turler             | Joueur de hockey sur glace suisse.                                                                            | 65  |                       |
| 9 avril   | Enrique Bryant            | Peintre, lithographe et graveur à l'eau-forte mexicain.                                                       | 89  |                       |
| 9 avril   | Zoltán Varga              | Footballeur, ancien attaquant de la sélection de Hongrie.                                                     | 65  |                       |
| 10 avril  | Dixie Carter              | Actrice américaine.                                                                                           | 70  |                       |
| 10 avril  | Ryszard Kaczorowski       | Sixième et dernier président du Gouvernement polonais en exil de 1989 à 1990.                                 | 90  |                       |
| 10 avril  | Maria Kaczyńska           | Première dame de Pologne depuis 2005.                                                                         | 67  |                       |
| 10 avril  | Lech Kaczyński            | Président polonais en exercice.                                                                               | 60  |                       |
| 10 avril  | Manfred Reichert          | Footballeur allemand                                                                                          | 69  |                       |
| 10 avril  | Anna Walentynowicz        | Syndicaliste polonaise, cofondatrice du syndicat Solidarność .                                                | 80  |                       |
| 10 avril  | Janusz Zakrzeński         | Acteur polonais                                                                                               | 74  |                       |
| 11 avril  | Jean Boiteux              | Premier Champion olympique français de Natation aux Jeux olympiques d'été de 1952.                            | 76  |                       |
| 12 avril  | Michel Chartrand          | Syndicaliste et homme politique québécois                                                                     | 93  |                       |
| 12 avril  | Leonardo Cremonini        | Peintre italien                                                                                               | 84  |                       |
| 12 avril  | Běla Kolářová             | Artiste, photographe et peintre tchécoslovaque puis tchèque                                                   | 87  |                       |
| 12 avril  | Werner Schroeter          | Metteur en scène de cinéma, de théâtre et d'opéra allemand                                                    | 65  |                       |
| 13 avril  | Sadya Bairou              | Peintre et sculptrice marocaine                                                                               | 47  |                       |
| 13 avril  | Isabelle Caubère          | Comédienne française                                                                                          | 55  |                       |
| 13 avril  | Steve Reid                | Batteur de jazz américain                                                                                     | 66  |                       |
| 13 avril  | Nahid al-Rayyis           | Homme politique palestinien                                                                                   | 73  |                       |
| 14 avril  | Israr Ahmed               | Intellectuel et théologien pakistanais                                                                        | 77  | (en)                  |
| 14 avril  | Erika Burkart             | Poétesse suisse alémanique, Grand Prix Schiller en 2005.                                                      | 88  |                       |
| 14 avril  | Alice Miller              | Docteure suisse en philosophie, psychologie et sociologie.                                                    | 87  |                       |
| 14 avril  | Peter Steele              | Chanteur du groupe de metal gothique/doom metal Type O Negative.                                              | 48  |                       |
| 16 avril  | Tomas Spidlik             | Jésuite, cardinal tchèque.                                                                                    | 90  |                       |
| 16 avril  | Raden Panji Muhammad Noer | homme politique indonésien                                                                                    | 92  |                       |
| 17 avril  | Sotigui Kouyaté           | Comédien burkinabé, Ours d'argent du meilleur acteur en 2009 pour son rôle dans le film London River.         | 74  |                       |
| 17 avril  | Yves de Valence           | Peintre français.                                                                                             | 81  |                       |
| 19 avril  | Jean Bonato               | Joueur et entraîneur de football français.                                                                    | 77  |                       |
| 19 avril  | Guru                      | Rappeur new-yorkais, fondateur du groupe Gang Starr.                                                          | 43  |                       |
| 19 avril  | Edwin Valero              | Boxeur vénézuélien, ancien Champion du monde poids super-plumes WBA et Champion du monde poids légers WBC .   | 28  |                       |
| 20 avril  | Dorothy Height            | Militante des droits civiques américaine.                                                                     | 98  |                       |
| 21 avril  | Jean Le Bitoux            | Fondateur de Gai Pied, militant des causes homosexuelles.                                                     | 61  |                       |
| 21 avril  | Guy Desnoyers             | Curé d'Uruffe                                                                                                 | 90  | Affaire Guy Desnoyers |
| 21 avril  | France Pejot              | Résistante française, mère de Jean-Michel Jarre                                                               | 95  |                       |
| 21 avril  | Juan Antonio Samaranch    | Président du Comité international olympique (CIO) de 1980 à 2001.                                             | 89  |                       |
| 22 avril  | Odile Duboc               | Danseuse et chorégraphe de danse contemporaine                                                                | 69  |                       |
| 22 avril  | Lina Marulanda            | Mannequin colombienne.                                                                                        | 29  |                       |
| 22 avril  | Victor Nurenberg          | Footballeur luxembourgeois                                                                                    | 79  |                       |
| 22 avril  | Ambrose Olsen             | Mannequin américain.                                                                                          | 24  |                       |
| 22 avril  | Ann Vervoort              | Danseuse et chanteuse belge.                                                                                  | 33  |                       |
| 23 avril  | Bo Hansson                | Musicien suédois.                                                                                             | 67  | (sv)                  |
| 23 avril  | Natalia Lavrova           | Championne olympique russe de gymnastique rythmique aux Jeux olympiques de Sydney en 2000 et Athènes en 2004. | 25  |                       |
| 24 avril  | Denis Guedj               | Écrivain et mathématicien français.                                                                           | 69  |                       |
| 24 avril  | Pierre Hadot              | Philosophe, historien et philologue français.                                                                 | 88  |                       |
| 24 avril  | Alfred Rüegg              | Coureur cycliste suisse                                                                                       | 75  |                       |
| 24 avril  | Paul Schäfer              | Ex-caporal nazi, fondateur de la Colonie Dignidad.                                                            | 88  |                       |
| 25 avril  | Ugo Anzile                | Coureur cycliste italien naturalisé français                                                                  | 79  |                       |
| 25 avril  | Jean-Michel Cabanier      | Ancien joueur de Rugby à XV international français                                                            | 73  |                       |
| 25 avril  | Dorothy Provine           | Chanteuse, danseuse et actrice américaine                                                                     | 75  |                       |
| 25 avril  | Évry Schatzman            | Astrophysicien français, membre de l'Académie des sciences.                                                   | 89  |                       |
| 25 avril  | Alan Sillitoe             | Romancier britannique, associé au mouvement Angry Young Men.                                                  | 82  |                       |
| 26 avril  | Jean-Paul Brodeur         | Criminologue québécois                                                                                        | 66  |                       |
| 26 avril  | Alberto Vitoria           | Footballeur espagnol                                                                                          | 54  | (es)                  |
| 26 avril  | Aksel C. Wiin-Nielsen     | météorologue danois ,ancien secrétaire-général de l'Organisation Météorologique Mondiale (OMM)                | 86  |                       |
| 28 avril  | Julio San Emeterio        | Coureur cycliste espagnol                                                                                     | 80  |                       |
| 28 avril  | Pierre-Jean Rémy          | Écrivain et diplomate français, membre de l'Académie française                                                | 73  |                       |
| 28 avril  | Furio Scarpelli           | Scénariste italien                                                                                            | 90  |                       |
| 29 avril  | Avigdor Arikha            | Peintre et graveur figuratif franco-israélien                                                                 | 81  |                       |
| 29 avril  | Tolo Calafat              | Alpiniste espagnol                                                                                            | 39  |                       |
| 30 avril  | Cristina Corrales         | Animatrice de radio et femme politique bolivienne                                                             | 47  |                       |
| 30 avril  | Peter Lopez               | Avocat de Michael Jackson                                                                                     | 60  |                       |
| 30 avril  | Paul Augustin Mayer       | Cardinal allemand                                                                                             | 98  |                       |
| 30 avril  | Amina Dilbazi             | Danseuse azérie                                                                                               | 90  |                       |